# 盛娅农
盛娅农（1965年—），重庆人，汉族，中华人民共和国政治人物、第十一届全国人民代表大会重庆地区代表。
毕业于重庆工商管理硕士学院工商管理专业，是中共党员。担任重庆市石柱土家族自治县委书记、县人大常委会党组书记。2008年起担任全国人大代表。